# Rödingtjärnen (Sorsele socken, Lappland, 732085-152308)
Rödingtjärnen är en sjö i Sorsele kommun i Lappland och ingår i Umeälvens huvudavrinningsområde. Sjön har en area på 0,0418 kvadratkilometer och ligger 629,1 meter över havet. Rödingtjärnen ligger i Vindelfjällen Natura 2000-område.

## Delavrinningsområde
Rödingtjärnen ingår i det delavrinningsområde (732609-152515) som SMHI kallar för Inloppet i Bissajaure. Medelhöjden är 852 meter över havet och ytan är 47,02 kvadratkilometer. Det finns inga avrinningsområden uppströms utan avrinningsområdet är högsta punkten. Biergenisjukke som avvattnar avrinningsområdet har biflödesordning 3, vilket innebär att vattnet flödar genom totalt 3 vattendrag innan det når havet efter 406 kilometer. Avrinningsområdet består mestadels av skog (21 procent) och kalfjäll (76 procent). Avrinningsområdet har 0,44 kvadratkilometer vattenytor vilket ger det en sjöprocent på 0,9 procent.